# Kościół św. Stanisława w Bydgoszczy (1505–1817)

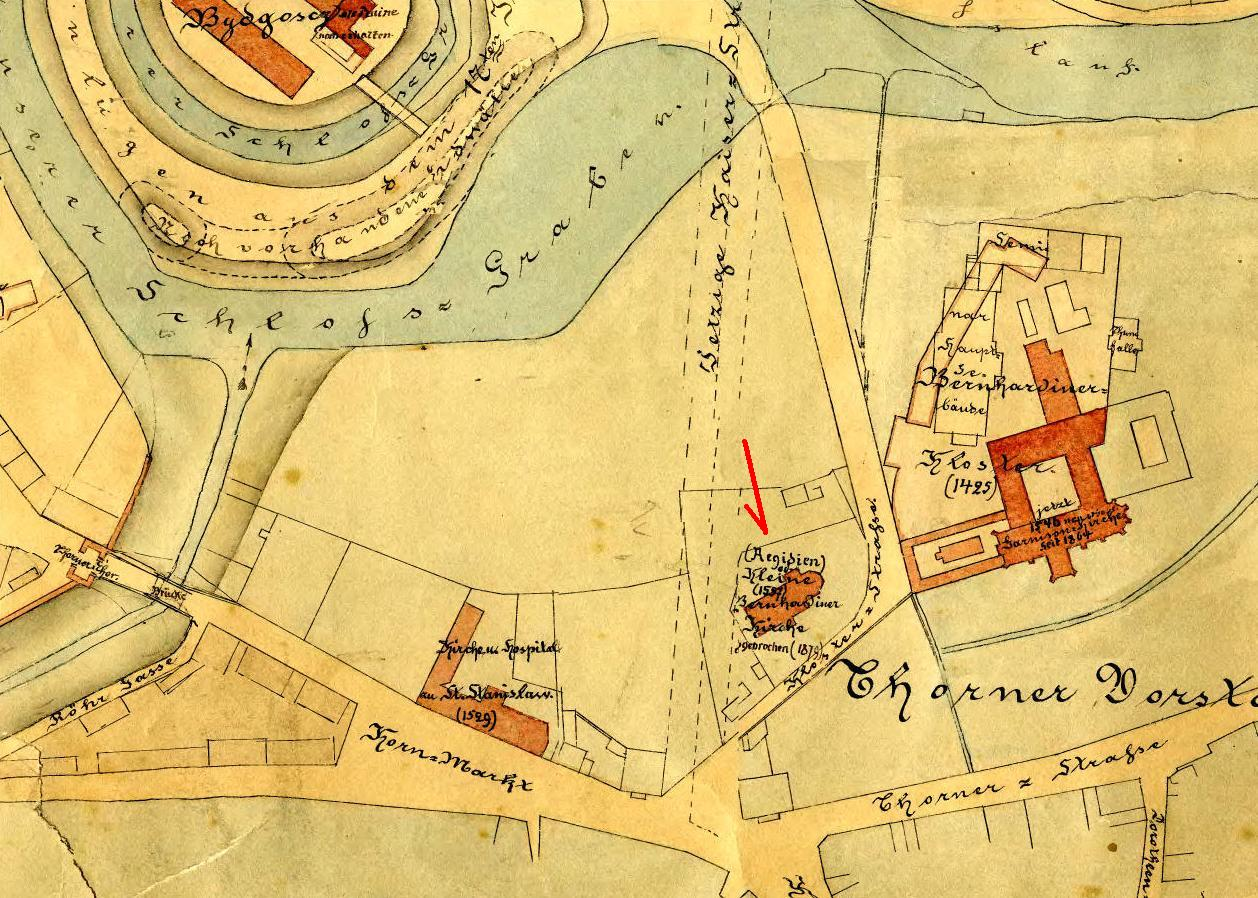
Plan kościoła – rekonstrukcja Gustawa Reicherta i Emila Schulza z 1890 r. Widnieją tu trzy świątynie. Po lewej kościół szpitalny św. Stanisława, pośrodku kościół św. Idziego (wskazany strzałką) i na prawo zabudowania kościoła i klasztoru Bernardynów

Kościół św. Stanisława – kościół szpitalny, który znajdował się w Bydgoszczy, za murami miasta i Bramą Kujawską w miejscu obecnych budynków przy Zbożowym Rynku 3. Rozebrany w 1818 roku.

## Historia
Budowa kościoła szpitalnego św. Stanisława jest związana z rozwojem sieci przytułków dla chorych i ubogich w Bydgoszczy w XVI wieku.
Pierwsza informacja o szpitalu św. Stanisława na przedmieściu Kujawskim pochodzi z 1502 r. Mieszczanie ufundowali dwa budynki (prawdopodobnie drewniane) dla chorych, starców i ubogich, a starosta bydgoski Andrzej Kościelecki otoczył je płotem i nadał liczne wolności. Kolejna wzmianka o prepozyturze św. Stanisława za murami miasta pochodzi z 1520 r. Fundacja ta była uposażona ogrodami, ziemiami uprawnymi i domami na Babiej Wsi. Prawo patronatu należało do burmistrza i rady miejskiej.
W 1529 r. starosta bydgoski Stanisław Kościelecki polecił od nowa zbudować kościół i szpital pod wezwaniem św. Stanisława biskupa i męczennika. W dwa lata później proboszcz parafii farnej oddał pod budowę ogród położony na Przedmieściu Kujawskim, a w zamian otrzymał dwa mniejsze ogrody na Przedmieściu Gdańskim. W 1543 r. król Zygmunt Stary przebywający w Brześciu Litewskim, zezwolił staroście bydgoskiemu Janowi Kościeleckiemu na oddanie szpitalowi św. Stanisława karczmy i należnego z niej czynszu. Karczma ta, w której według opisu zatrzymywali się handlarze soli, położona była za murami miasta, przy drodze wiodącej od Bramy Kujawskiej do szpitala.
Na początku szpital nie miał własnego kościoła, a jako kaplica służył pobliski kościół św. Idziego (do 1583 r.) W 1544 r. zapisano, że przytułek był gotowy, a w 1553 r. wymurowano również kaplicę.
Według wizytacji biskupiej, przeprowadzonej w 1577 r. przez Jana Karnkowskiego, prepozytem św. Idziego w szpitalu św. Stanisława był wikariusz bydgoski ks. Nikodem Taborowski. W placówce mieszkało wówczas 60 ubogich, którzy żyli z jałmużny. Z kolei z wizytacji biskupa Hieronima Rozdrażewskiego z 1582 r. wynika, że żyło w nim 50 pensjonariuszy, a prepozytem był ks. Benedykt Baborowski z diecezji płockiej. Księża odprawiali w kaplicy pięć mszy tygodniowo. Żywność dla ubogich pochodziła z pól uprawianych przez witryków, zaś czynsze należne z ogrodów i domów wydawano na zakup drewna i bieżące potrzeby ubogich.
W 1583 r. kościół pw. św. Stanisława został konsekrowany. Przylegał on bezpośrednio od strony wschodniej do budynków szpitala. Wzniesiono go w formie murowanego budynku, jednonawowego, bezwieżowego, z wydłużonym prezbiterium. Przy kościele istniał dom prepozyta oraz cmentarz.
W 1596 r. zanotowano, że szpital z kaplicą św. Stanisława jest konsekrowany i dobrze utrzymany; posiada ołtarze z trzema portatylami oraz sprzęt kościelny. Część przedmiotów pochodziła z opuszczonej kaplicy szpitalnej św. Ducha. Na odpust w świątyni schodzili się wierni z całego miasta. Uposażeniem szpitala była Babia Wieś oraz liczne pola i łąki (ok. 30), rozmieszczone w różnych miejscach w otoczeniu miasta. Szpital posiadał dwa domy, z których jeden przeznaczony był dla zdrowych (30 osób), a drugi dla chorych pensjonariuszy (11 osób). Jeszcze w XVI wieku przeniesiono do niego pensjonariuszy z przytułka pw. Świętego Ducha na Przedmieściu Gdańskim, gdzie po 1615 r. wybudowano się klasztor Klarysek.
W 1699 r. podczas wizytacji biskupiej zanotowano, że kaplica posiadała trzy ołtarze: główny i dwa mniejsze po bokach. Posadzka kościoła była ceglana, we wnętrzu ławki i ambona, a na zewnątrz wieża pokryta blachą ołowianą z dwiema dzwonnicami. Zakrystia znajdowała się od północnej strony kościoła. Istniały dwa murowane z cegły domy dla ubogich, z których większy na przedłużeniu nawy kościoła. W szpitalu w 1699 r. przebywało tylko pięciu ubogich, którzy utrzymywali się z jałmużny i czynszów. Większość dawniejszego uposażenia nie była już aktualna z powodu zniszczenia dóbr lub przywłaszczenia ich przez mieszczan i starostę. Opieka duchowa i materialna nad ubogimi spoczywała na prepozycie, którym był ks. Marcin Walicki.
W 1712 r. nadal było pięciu ubogich, którzy mieszkali w jednym domu szpitalnym, podczas gdy w drugi zajmowali komornicy, płacąc czynsz. Prepozytem szpitala był ks. Jerzy Ciećwierski, który jednocześnie pełnił obowiązki proboszcza bydgoskiego. W 1741 r. propozytem szpitala ustanowiono ks. Antoniego Czyzogórskiego, proboszcza z Jaksic k. Inowrocławia, który sprawował także funkcję kapelana sióstr klarysek w Bydgoszczy. W 1745 r. zanotowano, że jeden z domów szpitalnych przeznaczono dla ubogich wysoko urodzonych (szlachty), zaś drugi przydzielono plebejuszom. Budynki były już wtedy zrujnowane z powodu zaniechania należytej opieki nad placówką przez zubożałe i wyludnione miasto. W kolejnych latach ich stan się pogarszał. W 1779 r. kaplica nie była już używana; brakowało ołtarza i wyposażenia.
W 1802 r. obiekty odnowił ówczesny proboszcz bydgoski ks. Jan Dutkowski. Kaplica otrzymała nowy dach, trzy ołtarze, ambonę, ławki oraz dzwon. Nie wystarczyło to na długo, gdyż w 1817 r. władze pruskie przystąpiły do sprzedaży obiektu. Nabywca – Kulbrunn w 1818 r. postawił w miejscu zrujnowanych zabudowań kamienice, które miały identyczny plan w rzucie poziomym. Świadczy to, że spoczęły one na starych fundamentach, wykonanych z kamieni i cegieł.

## Architektura
Świątynię wzniesiono jako skromną budowlę z wydłużonym prezbiterium, stojącą przy drodze wylotowej z miasta. 
Jest ona przedstawiona na planie i widoku Bydgoszczy wykonanym przez Erika Dahlberga w 1657 r., jak również na planie z 1774 i 1800 r.

## Relikty
Jednym z reliktów dawnej świątyni są tonda (jeden z inskrypcją SM 83 – Stanislaus Martyr 1582), do 10 sierpnia 2018 wmurowane w ścianie szczytowej kamienicy przy Zbożowym Rynku 3. W związku z jej rozbiórką, tonda przekazano do Muzeum Okręgowego w Bydgoszczy. Innym jest nazwa ulicy wiodącej od Zbożowego Rynku do ul. Długiej, która do 1931 r. nazywała się Szpitalna – od sąsiedztwa dawnego przytułka i kościoła.
Zachowane relikty murów dawnego kościoła, znajdujące się w piwnicach rozebranej w 2018 kamienicy przy ul. Zbożowy Rynek 3, ze względu na bardzo zły stan techniczny zostaną poddane renowacji i zabezpieczone przed wilgocią, rozwojem glonów, grzybów i mchu oraz przed zasoleniem, które powoduje rozsadzanie materiałów i ich osypywanie się. Po zabezpieczeniu mury zostaną zasypane; ich ekspozycja jest wykluczona z powodu planów rozbudowy infrastruktury komunikacyjnej w rejonie Zbożowego Rynku i ul. Kujawskiej.

## Następca
W latach 1923–1925 na terenie Bydgoszczy wzniesiono nowy kościół pw. św. Stanisława Biskupa i Męczennika.